# Bihać

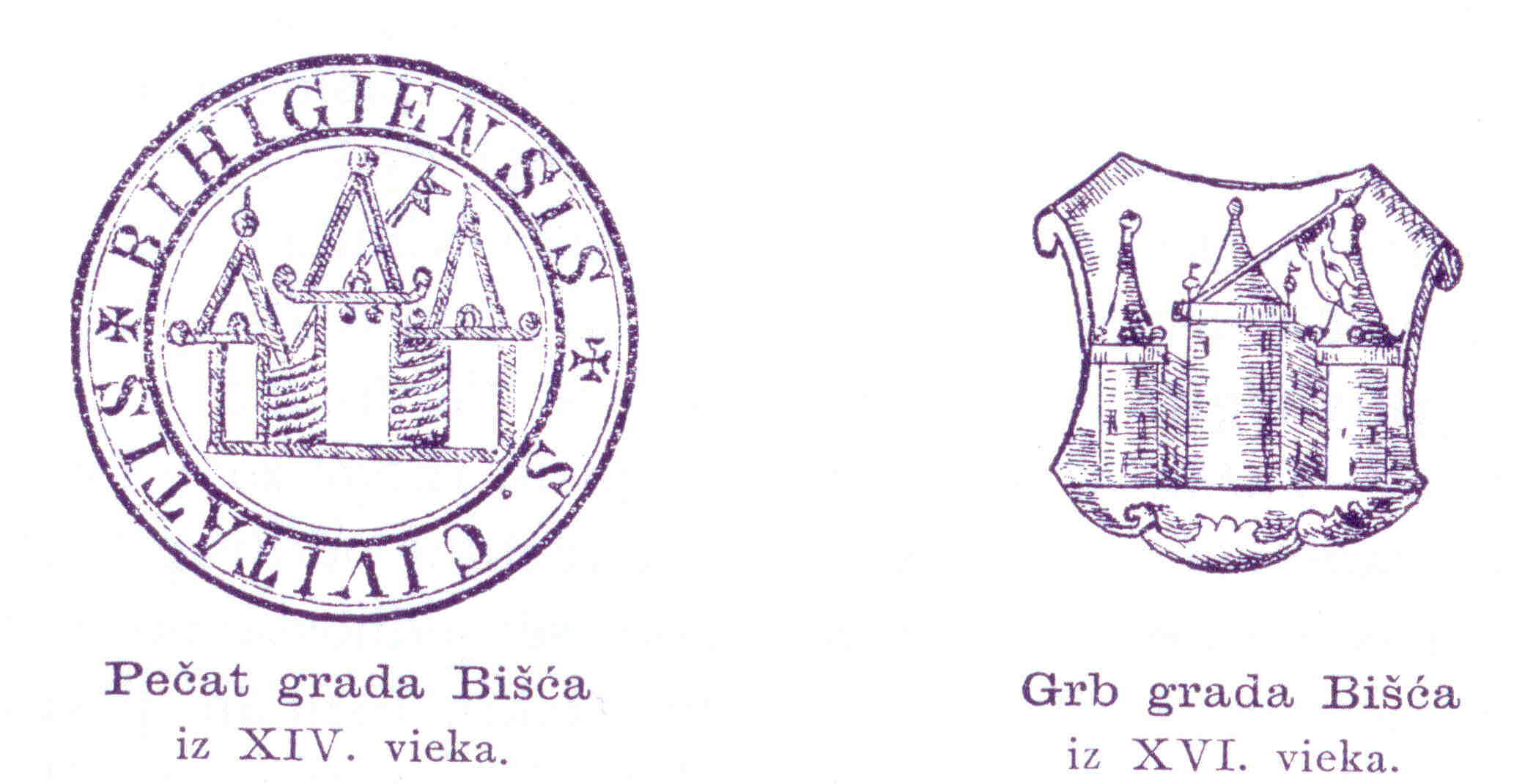
Sigilii ale orașului Bihać din secolul al XIV-lea.

Bihać (în varianta chirilică: Бихаћ) este un oraș și centrul administrativ al Cantonului Una-Sana din Federația Bosniei și Herțegovinei, o entitate autonomă din statul modern Bosnia și Herțegovina. Este situat pe malurile râului Una, în nord-vestul Bosniei și Herțegovinei, în regiunea Bosanska Krajina. În 2013, aceasta avea o populație de 56.261 de locuitori. 

## Localități
Localitățile comunei Bihać sunt următoarele:
- Bajrići
- Brekovica
- Bugar
- Ćukovi
- Doljani
- Donja Gata
- Dubovsko
- Gorjevac
- Grabež
- Grmuša
- Hrgar
- Izačić
- Jezero
- Kalati
- Kulen Vakuf
- Lohovo
- Lohovska Brda
- Mala Peća
- Mali Skočaj
- Međudražje
- Muslići
- Ostrovica
- Papari
- Praščijak
- Pritoka
- Račić
- Rajinovci
- Ripač
- Spahići
- Srbljani
- Velika Gata
- Veliki Skočaj
- Veliki Stjenjani
- Vikići
- Vrsta
- Zavalje i Zlopoljac

## Istorie
Bihać a fost menționat pentru prima dată în anul 1290.
În Evul Mediu târziu, Bihać era un oraș regal liber și, la un moment dat, capitala Regatului Croației (metropolis et propugnaculum totius regni Croatiae). În 1530, Austria a furnizat trupe pentru apărarea a șapte fortărețe cheie din Croația, unele dintre acesta fiind Bihać și Ripač (în apropiere de Bihać). Turcii au ocupat Bihać în 1592, iar din acel moment Bihać a fost locul celui mai important fort din Bosnia până în secolul al XVIII-lea.
Bihać a fost capitala unui teritoriu de scurtă durată, Republica Bihać, timp de două luni la sfârșitul anului 1942 și începutul anului 1943, în timpul celui de-al Doilea Război Mondial, până când a fost recuperat de forțele germane. Bihać a făcut iarăși parte din teritoriul Bosniei începând cu 28 martie 1945.
Bihać a fost asediat timp de trei ani, între 1992 și 1995, în timpul războiului din Bosnia.

## Date demografice
Conform recensământului din 2013, Bihać avea o populație de 56.261 de locuitori. 

### Grupuri etnice
Compoziția etnică a comunei Bihać, conform recensămintelor din 1971, 1981, 1991 și 2013 este următoarea:
| Grup etnic          | Populație în 2013 |
| ------------------- | ----------------- |
| bosniaci            | 49.550            |
| croați              | 3.265             |
| sârbi               | 910               |
| iugoslavi           | -                 |
| Altele/Nespecificat | 2.536             |
| Total               | 56.261            |

## Geografie

### Climat
| Date climatice pentru Bihać (1961–1990, extremes 1949–present) | Date climatice pentru Bihać (1961–1990, extremes 1949–present) | Date climatice pentru Bihać (1961–1990, extremes 1949–present) | Date climatice pentru Bihać (1961–1990, extremes 1949–present) | Date climatice pentru Bihać (1961–1990, extremes 1949–present) | Date climatice pentru Bihać (1961–1990, extremes 1949–present) | Date climatice pentru Bihać (1961–1990, extremes 1949–present) | Date climatice pentru Bihać (1961–1990, extremes 1949–present) | Date climatice pentru Bihać (1961–1990, extremes 1949–present) | Date climatice pentru Bihać (1961–1990, extremes 1949–present) | Date climatice pentru Bihać (1961–1990, extremes 1949–present) | Date climatice pentru Bihać (1961–1990, extremes 1949–present) | Date climatice pentru Bihać (1961–1990, extremes 1949–present) | Date climatice pentru Bihać (1961–1990, extremes 1949–present) |
| Luna                                                           | Ian                                                            | Feb                                                            | Mar                                                            | Apr                                                            | Mai                                                            | Iun                                                            | Iul                                                            | Aug                                                            | Sep                                                            | Oct                                                            | Nov                                                            | Dec                                                            | Anual                                                          |
| -------------------------------------------------------------- | -------------------------------------------------------------- | -------------------------------------------------------------- | -------------------------------------------------------------- | -------------------------------------------------------------- | -------------------------------------------------------------- | -------------------------------------------------------------- | -------------------------------------------------------------- | -------------------------------------------------------------- | -------------------------------------------------------------- | -------------------------------------------------------------- | -------------------------------------------------------------- | -------------------------------------------------------------- | -------------------------------------------------------------- |
| Maxima medie °C (°F)                                           | 4.0 (39,2)                                                     | 6.5 (43,7)                                                     | 11.2 (52,2)                                                    | 16.3 (61,3)                                                    | 21.0 (69,8)                                                    | 24.2 (75,6)                                                    | 26.7 (80,1)                                                    | 26.2 (79,2)                                                    | 22.6 (72,7)                                                    | 16.9 (62,4)                                                    | 10.6 (51,1)                                                    | 5.3 (41,5)                                                     | 15,9 (60,6)                                                    |
| Media zilnică °C (°F)                                          | 0.3 (32,5)                                                     | 2.3 (36,1)                                                     | 6.1 (43)                                                       | 10.7 (51,3)                                                    | 15.1 (59,2)                                                    | 18.3 (64,9)                                                    | 20.1 (68,2)                                                    | 19.3 (66,7)                                                    | 15.9 (60,6)                                                    | 11.3 (52,3)                                                    | 6.3 (43,3)                                                     | 1.7 (35,1)                                                     | 10,6 (51,1)                                                    |
| Minima medie °C (°F)                                           | −3.7 (25,3)                                                    | −1.7 (28,9)                                                    | 1.2 (34,2)                                                     | 5.1 (41,2)                                                     | 9.1 (48,4)                                                     | 12.2 (54)                                                      | 13.3 (55,9)                                                    | 13.0 (55,4)                                                    | 10.3 (50,5)                                                    | 6.5 (43,7)                                                     | 2.3 (36,1)                                                     | −1.9 (28,6)                                                    | 5,5 (41,9)                                                     |
| Minima istorică °C (°F)                                        | −24.8 (−12.6)                                                  | −29.2 (−20.6)                                                  | −21 (−5.8)                                                     | −5.4 (22,3)                                                    | −3.3 (26,1)                                                    | 1.4 (34,5)                                                     | 4.4 (39,9)                                                     | 3.6 (38,5)                                                     | −2.4 (27,7)                                                    | −7 (19,4)                                                      | −18 (−0.4)                                                     | −18.2 (−0.8)                                                   | −29,2 (−20,6)                                                  |
| Precipitații mm (inches)                                       | 85.8 (3.378)                                                   | 90.8 (3.575)                                                   | 99.2 (3.906)                                                   | 115.0 (4.528)                                                  | 116.3 (4.579)                                                  | 109.0 (4.291)                                                  | 105.9 (4.169)                                                  | 109.5 (4.311)                                                  | 107.9 (4.248)                                                  | 109.6 (4.315)                                                  | 146.2 (5.756)                                                  | 113.6 (4.472)                                                  | 1.308,8 (51,528)                                               |
| Umiditate [%]                                                  | 79.8                                                           | 76.7                                                           | 70.6                                                           | 66.7                                                           | 68.9                                                           | 70.5                                                           | 69.3                                                           | 73.1                                                           | 76.5                                                           | 77.6                                                           | 78.9                                                           | 80.6                                                           | 74,1                                                           |
| Nr. de zile cu precipitații (≥ 0.1 mm)                         | 13.8                                                           | 14.3                                                           | 14.5                                                           | 14.6                                                           | 14.2                                                           | 14.0                                                           | 10.1                                                           | 10.5                                                           | 10.0                                                           | 12.2                                                           | 14.2                                                           | 15.0                                                           | 157,4                                                          |
| Nr. mediu de zile cu ninsoare (≥ 1.0 cm)                       | 16.2                                                           | 13.4                                                           | 8.4                                                            | 1.2                                                            | 0.0                                                            | 0.0                                                            | 0.0                                                            | 0.0                                                            | 0.0                                                            | 0.2                                                            | 5.0                                                            | 13.1                                                           | 57,5                                                           |
| Ore însorite                                                   | 58.3                                                           | 74.0                                                           | 125.4                                                          | 152.1                                                          | 202.1                                                          | 219.7                                                          | 265.6                                                          | 228.2                                                          | 171.6                                                          | 117.4                                                          | 73.2                                                           | 50.3                                                           | 1.737,9                                                        |
| Sursă: Institutul Meteorologic al Bosniei și Herțegovinei      |                                                                |                                                                |                                                                |                                                                |                                                                |                                                                |                                                                |                                                                |                                                                |                                                                |                                                                |                                                                |                                                                |

## Economie

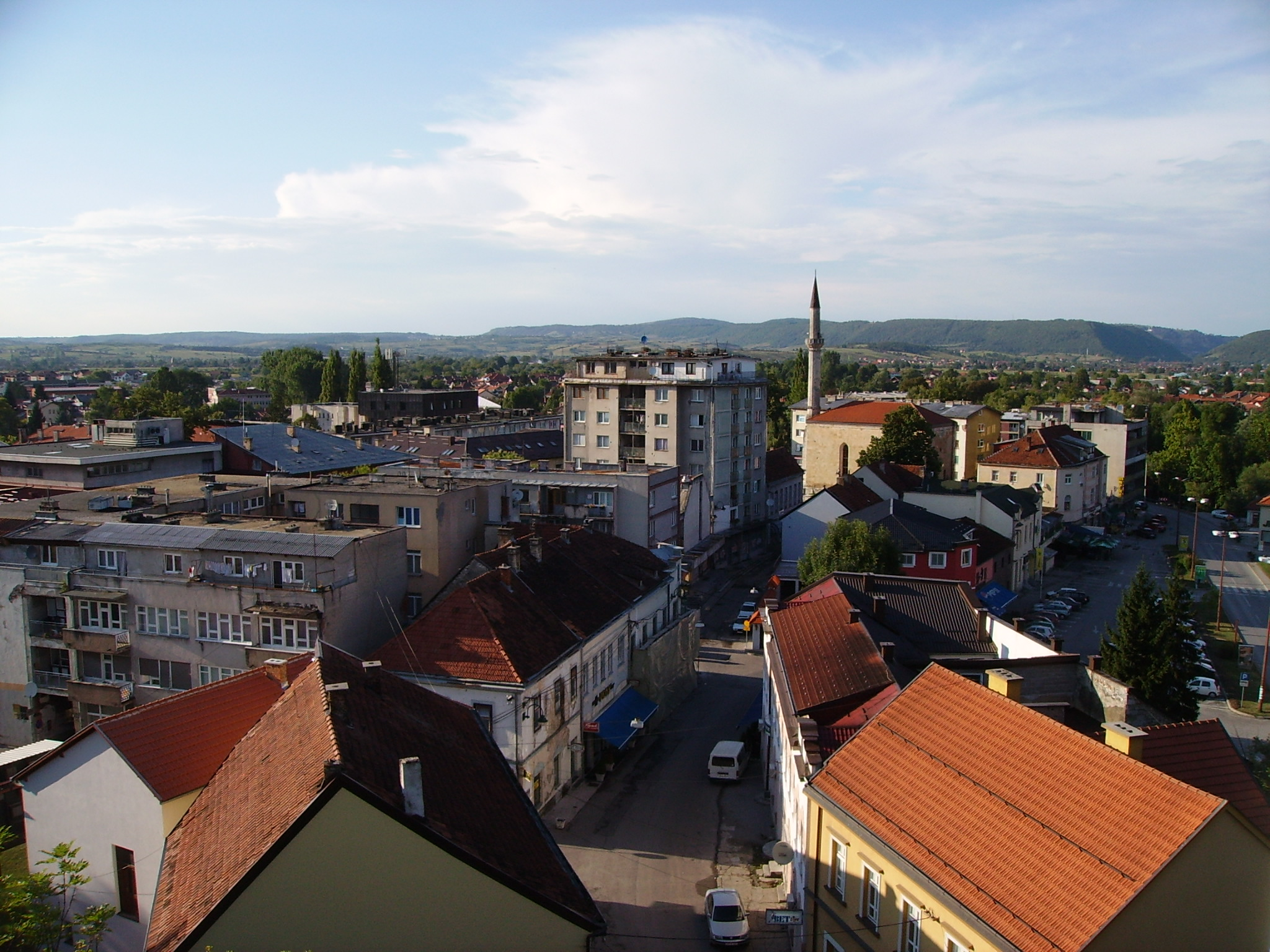
Panorama interioară a orașului Bihać

Sectorul agricol este cel mai important, datorită întinderii solului și a fertilității sale.
Fabrica de bere Bihaćka pivovara Plc. a fost fondată aici în 1990, cu o capacitate de 250.000 hl/an.

## Oameni notabili
- Christopher Corvinus (Christopher Hunyadi, 1499-1505), prințul Ungariei și ultimul membru masculin al Dinastiei maghiare Hunyadi
- Amir Smajić, cântăreață de muzică populară
- Saša Matić, cântăreață pop
- Dejan Matić, cântăreț
- Alen Islamović, cântăreață, solist vocal al formațiilor "Divlje Jagode" și "Bijelo Dugme"
- Azra Kolaković, cântăreață
- Džanan Musa, jucător de baschet, campion european "U16"
- Irfan Ljubijankić, chirurg facial, compozitor de muzică clasică, politician și diplomat din Bosnia și Herțegovina
- Borislav Stanković, fost jucător sârb de baschet, antrenor și secretar general al FIBA, a intrat în 1991 în Sala de Onoare a baschetului
- Milan Muškatirović, portar de waterpolo și profesor de chimie organică
- Zele Lipovača, membru de frunte al trupei de hard rock din Bosnia, "Divlje Jagode"
- Zlatko Dedić, fotbalist sloven
- Nihad Hasanović, scriitor și traducător
- Faruk Šehić, poet
- Mersada Bećirspahić, fostă jucătoare de baschet
- Mehmed Alajbegović, politician și avocat
- Ferid Džanić, soldat al Axei celui de-al Doilea Război Mondial (Divizia Handschar SS)
- Saša Radulović, inginer, politician și fost ministru al economiei sârbe